# Farah Mohamed Jama Awl

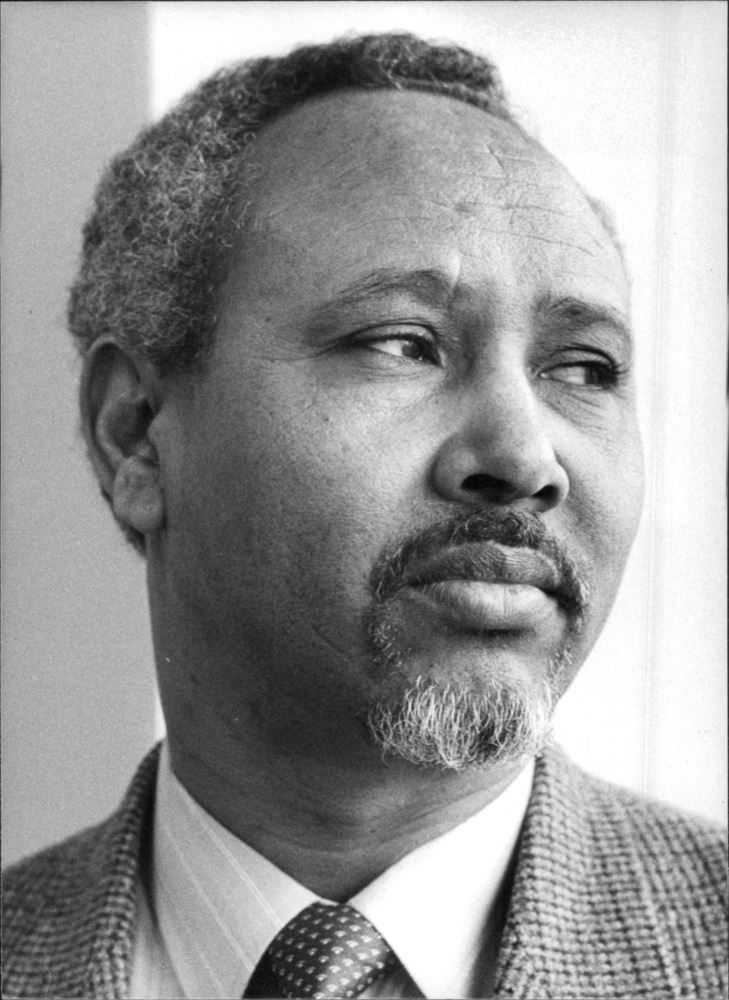
Farah Mohamed Jama Awl (1987)

Farah Mohamed Jama Awl (oft mit Faarax M. J. Cawl betitelt, Somali: Faarax Maxamed Jaamac Cawl; * 1937 in Laasqorey; † April 1991 in Somalia) war ein somalischer Schriftsteller. Das Zusammenspiel von Poesie und Handlung in seinen Büchern machen sie zu einem wichtigen Beitrag der somalischen Literatur.

## Leben
Farah Mohamed Jama Awl besuchte erst die Handelsschule in Hargeysa und erhielt danach ein Regierungsstipendium für das Chelsea College of Aeronautical and Automobile Engineering (heutiges Northbrook College) in London. Wegen seiner Teilnahme an einem antikolonialen Theaterstück wurde sein Stipendium jedoch um ein Jahr verschoben und so studierte er von 1959 bis 1962 in England.
Danach kehrte Awl nach Somalia zurück, arbeitete erst als technischer Ausbilder und trat 1964 der somalischen Polizei bei. Dort war er für das reibungslose Funktionieren der Kraftfahrzeuge zuständig und erreichte den Rang als Oberst, bis er 1979 den Posten als Generaldirektor der National Transport Agency übernahm.
Im April 1991 (zur Zeit des Ramadans) wurden Awl, sein Sohn und 13 weitere Mitglieder seines Clans von Hawiya erschossen, als sie wegen des somalischen Bürgerkriegs von Mogadischu in ihre Heimatregion flohen, nur weil sie Angehörige der Darod waren. Awls Ehefrau, Halima Jama Nooh, überlebte den Angriff schwer verletzt und wurde nach Äthiopien oder Dschibuti zur Behandlung ausgeflogen und lebte danach in Liverpool.

## Schriftstellerische Leistungen
Awls erster Roman Aqoondarro waa u nacab jacayl wurde 1974 veröffentlicht, etwa zwei Jahre nachdem für Somali das lateinische Alphabet als Schrift übernommen wurde. 1982 wurde das Buch mit Unterstützung der UNESCO von Bogumił Andrzejewski übersetzt (Ignorance is the Enemy of Love). Damit war es der erste auf Somali veröffentlichte und der erste somalische Roman, der in eine Fremdsprache übersetzt wurde.
In seinen Romanen lässt Awl mündlich überlieferte Gedichte und Geschichten einfließen. Dieses Zusammenspiel von Poesie und Handlung gibt den Romanen einen eigenständigen Stil und machen sie zu einem wichtigen Beitrag der somalischen Literatur.

### Aqoondarro waa u nacab jacayl–Ignorance is the Enemy of Love
Der Roman Ignorance is the Enemy of Love ist eine Liebesgeschichte zwischen einen Derwisch-Agenten (Calimaax) und einem Mädchen (Cawrala), die tragisch mit dem Tod des Mädchens endet. Die Protagonisten sind historische Figuren und verwenden eine poetische Sprechart. Awl verbindet dadurch Fiktion sowie Gedichte und mündliche Überlieferungen aus der Zeit des Derwisch-Aufstands gegen die Kolonialisierung, Anfang des 20. Jahrhunderts.
Im Roman spielt Alphabetisierung eine zentrale Rolle, da Calimaax’ Unfähigkeit einen Liebesbrief von Cawrala zu lesen tragisch endet.

### Garbaduubkii gumeysiga
Garbaduubkii gumeysiga (The Shackles of Colonialism) erschien 1978. In diesem Roman wird durch die Worte eines alten Mannes auf die Geschichte der somalischen Territorien geblickt, indem dieser seinem Sohn die Geschichte Somalias diktiert. Bei einem Überfall auf das Dorf durch ethiopische Soldaten wird der Vater tödlich verwundet. Da die Tinte zu Ende geht, verwendet der Sohn das Blut seines Vaters, um die Geschichte weiterzuschreiben. In Garbaduubkii gumeysiga versucht der Vater seinem Sohn den Stolz auf Somialias Vergangenheit, der durch die westliche Erziehung zerstört wurde, wieder beizubringen.

### Dhibanaha aan Dhalan
Dhibanaha aan Dhalan (The Unborn Victim) wurde 1989 veröffentlicht und handelt um eine junge Frau in den späten 1970ern während des Ogadenkriegs.